# Kostas Karamanlís
Konstantínos Alexándru Karamanlís, no alfabeto grego Κωνσταντίνος Αλεξάνδρου Καραμανλής, (Atenas, 14 de Setembro de 1956) é um político grego.
Mais conhecido como Kóstas Karamanlís, foi primeiro-ministro de seu país de 10 de agosto de 2004 a 6 de outubro de 2009, após a vitória de seu partido na eleição legislativa ocorrida em 7 de março daquele mesmo ano. Ele foi líder do conservador partido Nova Democracia de 1997 até 2009.
É sobrinho do também ex-primeiro-ministro e ex-presidente da república Konstantínos Georgios Karamanlís.